# Halococcus salifodinae
Halococcus salifodinae es tipo de archaea extremadamente halófilos. Fue aislado por primera vez de una mina de sal en Austria. Es una célula cocoides con la pigmentación de color rosa, y su tipo de cepa es Blp (= ATCC 51437 = DSM 8989).

## Otras lecturas
- Srivastava, Pallavee; Bragança, Judith; Ramanan, Sutapa Roy; Kowshik, Meenal (2013). «Synthesis of silver nanoparticles using haloarchaeal isolate Halococcus salifodinae BK3». Extremophiles 17 (5): 821-831. ISSN 1431-0651. doi:10.1007/s00792-013-0563-3.
- Hanslmeier, Arnold, Stephan Kempe, y Joseph Seckbach, eds. Life on Earth and Other Planetary Bodies. Vol. 24. Springer, 2012.
- Gunde-Cimerman, Nina, Aharon Oren, y Ana Plemenitaš, eds. Adaptation to life at high salt concentrations in Archaea, Bacteria, and Eukarya. Vol. 9. Springer, 2006.